# Psykologisk nativism
Inom området psykologi är psykologisk nativism uppfattningen att vissa färdigheter eller förmågor är medfödda i hjärnan redan vid födseln. Inom psykologien införde Hermann von Helmholtz detta ord för att beteckna sådana åsikter, som försöker förklara ett eller annat psykologiskt fenomen (till exempel rumsuppfattningen, tidsuppfattningen, särskiljandet mellan olika färger och så vidare) genom att anta att vissa faktorer vid våra själsfunktioners uppkomst är lika hos alla och inte beror av individernas skilda erfarenheter.
Detta står i kontrast till empirism, uppfattningen "oskrivet blad" eller tabula rasa som säger att hjärnan har medfödda förmågor att lära från omgivningen, men inte innehåller saker som medfödd tro.
Vissa nativister tror att speciella föreställningar och preferenser är hårdkopplade. Exempelvis kan någon hävda att vissa moraliska intuitioner är medfödda eller att färgpreferenser är medfödda. Ett mindre vedertaget argument är att naturen förser det mänskliga sinnet med specialiserade längdenheter.